# Heart's Delight-Islington
Heart's Delight-Islington är en ort i Kanada.   Den ligger i provinsen Newfoundland och Labrador, i den östra delen av landet, 1 700 km öster om huvudstaden Ottawa. Heart's Delight-Islington ligger 3 meter över havet och antalet invånare är 663.
Terrängen runt Heart's Delight-Islington är lite kuperad. Havet är nära Heart's Delight-Islington åt nordväst. Runt Heart's Delight-Islington är det glesbefolkat, med 15 invånare per kvadratkilometer.. Närmaste större samhälle är Victoria, 18,7 km öster om Heart's Delight-Islington. 